# Kandu

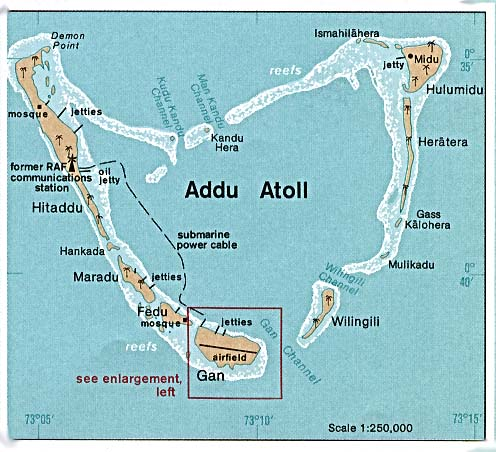
Karte des Addu-Atolls mit Kandus

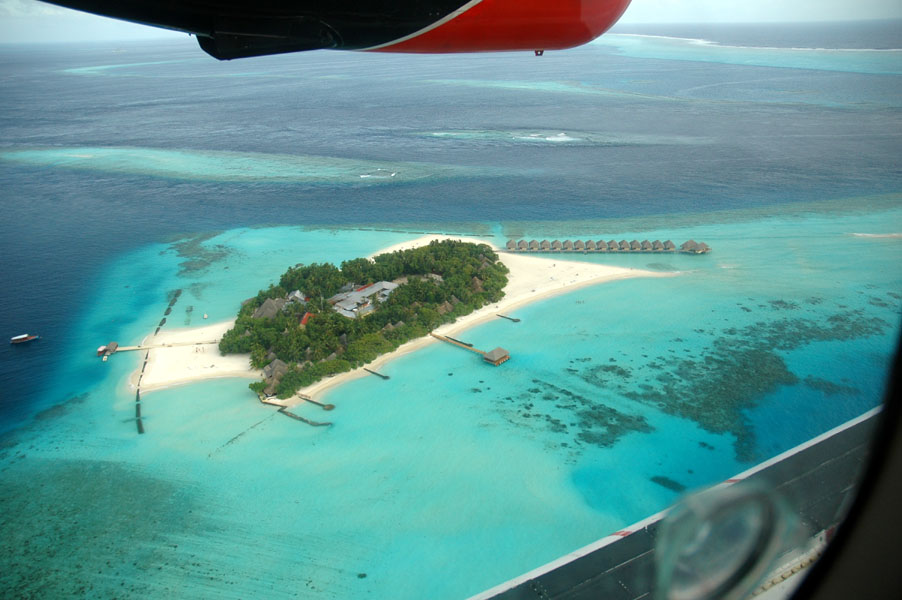
Moofushi-Kandu direkt oberhalb der Insel und der Wasser-Bungalows

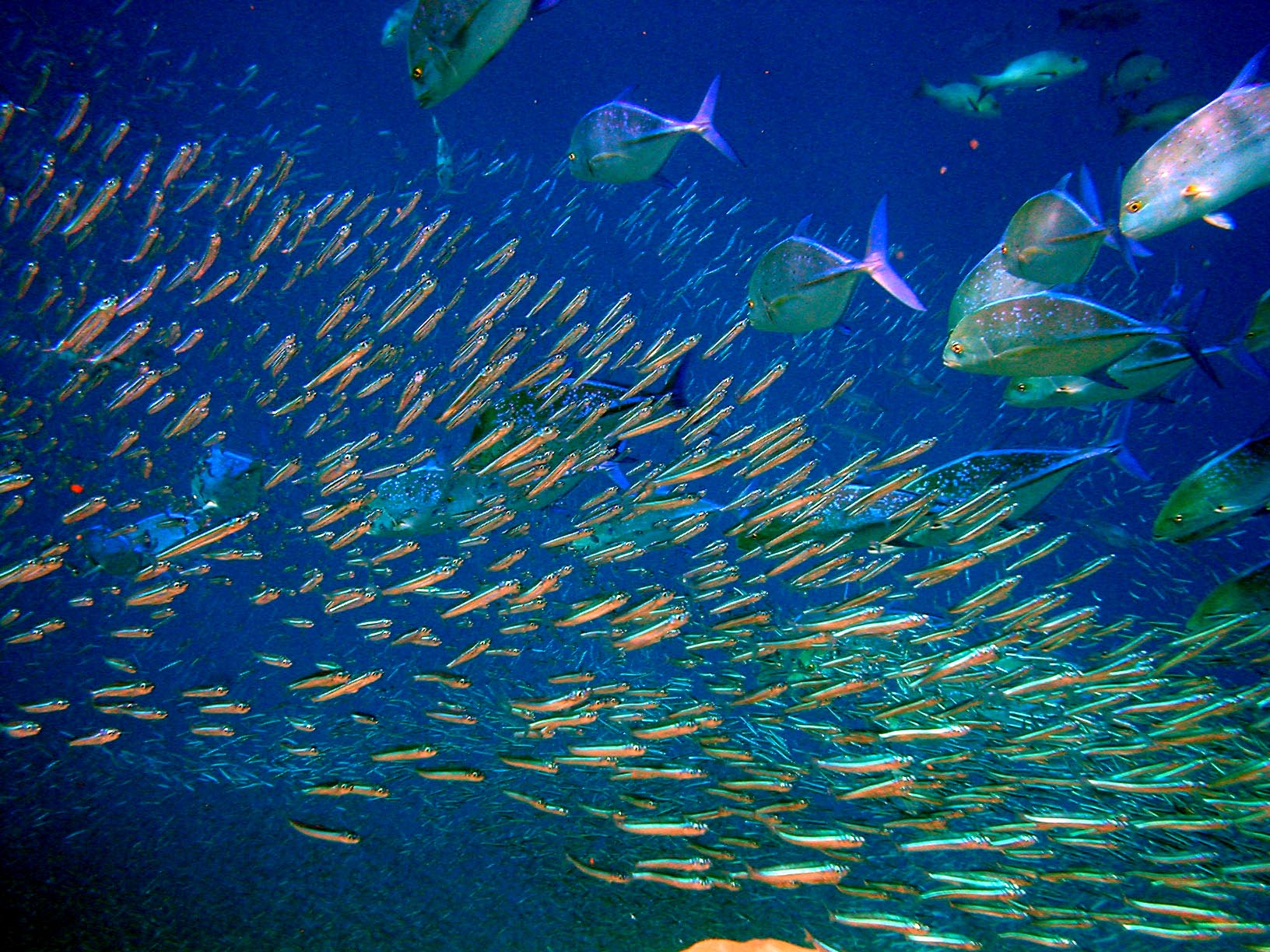
Fischreichtum am Moofushi-Kandu

Ein Kandu ist in Dhivehi, der Sprache der Malediven, die Bezeichnung für die Kanäle zwischen den Inseln, Riffen und Atollen.

## Beschreibung
In einem Kandu herrscht durch die Gezeiten meist eine starke Strömung, da er den Wasseraustausch mit dem Inneren eines Atolls ermöglicht. Diese Strömung trägt das im Atoll gebildete Plankton in das offene Meer und zieht so große Fische wie Makrelen-Schwärme, Adlerrochen, Mantarochen oder verschiedene Haiarten bis hin zum Walhai an.